# تقنية الربط الفائق

شعار اتحاد الربط الفائق.

الناقل الفائق (بالإنجليزية: Hyper Transport)‏، يعني الوصول إلى سرعة عالية، وتأخير قليل في نقل البيانات من نقطة إلى أخرى. لزيادة سرعة الوصول بين الدوائر المدمجة في ألأجهزة الحاسوبية. مثل الخوادم والأجهزة المضمنة وأجهزة الشبكات وأجهزة الاتصالات السلكية واللاسلكية. بمعدل يصل إلى 48 مرة أسرع من التقنيات المشابهة لها وقت صدورها.
الرابط الفائق يعمل بمبداء DDR أي أنه يتم نقل البيات مرتين في كل نبضة للتردد (هرتز)
هذه تقنية تخص مجموعة شركات وتسمى
HyperTransport Technology نسخة محفوظة 22 أغسطس 2008 على موقع واي باك مشين.
أستخدمتها شركة أيه إم دي AMD في معالجاتها مند سنة 2001.
- الشركات المشاركة في المشروع هي :

(أيه إم دي) و (Alliance Semiconductor) و (أبل كمبيوتر) و (Broadcom) و (سيسكو) و (Nvidia Sun Microsystems) و (PMC-Sierra) و (Transmeta) .

## المواصفات الفنية للرابط الفائق
| الإصدار | السنة | التردد الأقصى | العرض الأقصى للرابط | الحد الأقصى لنقل البيانات في كلا إلاتجاهيني | الحد الأقصى لنقل البيانات عند 16 بت في اتجاه أحاي | الحد الأقصى لنقل البيانات عند 900 بت اتجاه أحادي |
| ------- | ----- | ------------- | ------------------- | ------------------------------------------- | ------------------------------------------------- | ------------------------------------------------ |
| 1.0     | 2001  | 800 MHz       | 32 Bit              | 12.8 GB/s                                   | 3.2 GB/s                                          | 6.4 GB/s                                         |
| 1.1     | 2002  | 800 MHz       | 32 Bit              | 12.8 GB/s                                   | 3.2 GB/s                                          | 6.4 GB/s                                         |
| 2.0     | 2004  | 1.4 GHz       | 32 Bit              | 22.4 GB/s                                   | 5.6 GB/s                                          | 11.2 GB/s                                        |
| 3.0     | 2006  | 2.6 GHz       | 32 Bit              | 41.6 GB/s                                   | 10.4 GB/s                                         | 20.8 GB/s                                        |
| 3.1     | 2008  | 3.2 GHz       | 32 Bit              | 51.2 GB/s                                   | 12.8 GB/s                                         | 25.6 GB/s                                        |

في معالجات أيه إم دي AMD الحالية يستخدم الرابط الفائق بعرض 16 بت
مند معالجات Athlon 64 bit
بتردد من 800 MHz إلى 2.6GHZ والتردد الأخير موجود في المعالجات بمقبس أيه إم 3 AM3
- AMD HyperTransport™ Technology (بالإنجليزية)